# دنیا بوتازوت

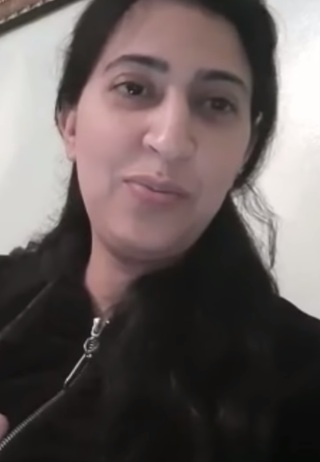

دنیا بوتازوت (زاده ۱۳ ژوئن ۱۹۸۱، کازابلانکا)، هنرپیشه مراکشی است. او در تعدادی از سریال‌ها و فیلم‌های مراکشی شرکت کرد.
دنیا بوتازوت فارغ‌التحصیل مؤسسه عالی هنر و فعال فرهنگی تئاتری بود و شروع هنری خود را با نمایش «روژ + بلو = بنفشه» روی صحنه برد که اولین نمایش او پس از فارغ‌التحصیلی در سال ۱۳۸۵ است. پس از آن به گروه تنسیفت پیوست. در سال ۱۳۸۷ در نمایش «تاور چگونه پرواز کرد» شرکت کرد. آخرین کار او با این گروه با نام «نکر لهسان» بود. در سال ۲۰۱۸ او در اجرای برنامه "Lalla La Arousa" فصل ۱۲ شرکت کرد.